# Герберт Остеркамп
Герберт Остеркамп (нім. Herbert Osterkamp; 7 травня 1894, Гамм — 17 березня 1970, Дортмунд) — німецький офіцер, генерал артилерії вермахту. Кавалер Лицарського хреста Хреста Воєнних заслуг з мечами.

## Біографія
16 березня 1912 року вступив в Імперську армію. Учасник Першої світової війни. Після демобілізації армії залишений в рейхсвері. З 15 вересня 1935 року — начальник відділу господарського управління ОКГ. З 12 вересня 1939 року — начальник Генштабу командувача військами в Кракові. З 18 вересня 1939 року — начальник адміністративного управління ОКГ. Остеркамп відповідав за забезпечення сухопутних військ продовольством і спорядженням. З 1 листопада 1944 року — командувач 12-м військовим округом, одночасно з 28 березня 1945 року — 12-м армійським корпусом. 8 травня 1945 року разом зі своїм штабом здався американським військам. Після звільнення жив в Кельні.

## Звання
- Фанен-юнкер (16 березня 1912)
- Фенріх (19 листопада 1912)
- Лейтенант (18 серпня 1913; патент від 19 серпня 1911)
- Оберлейтенант (5 жовтня 1916)
- Гауптман (1 листопада 1923)
- Майор (1 квітня 1932)
- Оберстлейтенант (1 жовтня 1934)
- Оберст (1 квітня 1937)
- Генерал-майор без патенту (18 вересня 1939) — отримав патент 1 серпня 1940 року.
- Генерал-лейтенант без патенту (20 квітня 1941) — отримав патент 1 грудня 1941 року.
- Генерал артилерії (1 червня 1943)

## Нагороди
- Залізний хрест 2-го і 1-го класу
- Почесний хрест ветерана війни з мечами
- Почесний знак Німецького Червоного Хреста 1-го ступеня
- Медаль «За вислугу років у Вермахті» 4-го, 3-го, 2-го і 1-го класу (25 років)
- Пам'ятна Олімпійська медаль
- Пам'ятна військова медаль (Австрія) з мечами
- Пам'ятна військова медаль (Угорщина) з мечами
- Медаль за участь у Європейській війні (1915—1918) з мечами (Третє Болгарське царство)
- Медаль «У пам'ять 13 березня 1938 року»
- Медаль «У пам'ять 1 жовтня 1938» із застібкою «Празький град»
- Застібка до Залізного хреста 2-го і 1-го класу (26 липня 1940) — отримав 2 нагороди одночасно.
- Хрест Воєнних заслуг 2-го і 1-го класу з мечами
- Орден Хреста Свободи 1-го класу з дубовим листям і мечами (Фінляндія; 25 березня 1942)
- Німецький хрест в сріблі (18 вересня 1943)
- Лицарський хрест Хреста Воєнних заслуг з мечами (2 листопада 1944)